# Hymeniacidon flavia
Hymeniacidon flavia är en svampdjursart som beskrevs av Thomas Robertson Sim och Lee 2003. Hymeniacidon flavia ingår i släktet Hymeniacidon och familjen Halichondriidae. Inga underarter finns listade i Catalogue of Life.